# Махнівський ключ
Махнівський ключ — адміністративно-територіальна одиниця[джерело?] в Речі Посполитій, що включала в себе містечко Махнівка і 13 навколишніх сіл.

## Історія
В 1779 році Махнівський ключ придбав польський державний діяч, останній Київський воєвода Антоній Протазій Потоцький
Згідно інвентаря складеного 1795 року, до Махнівського ключа входили такі населені пункти:
1. Місто Махнівка
2. Село Медведівка
3. Село Жежелів
4. Село Глухівці (тепер смт)
5. Село Пляхова
6. Село Пиковець
7. Село Пустоха
8. Село Рубанка
9. Село Куманівка
10. Село Туча
11. Село Мшанець
12. Село Вуйна (теперішня назва Перемога)
13. Село Марківці
14. Село Бродецьке (тепер смт)